# Michele Rapisardi

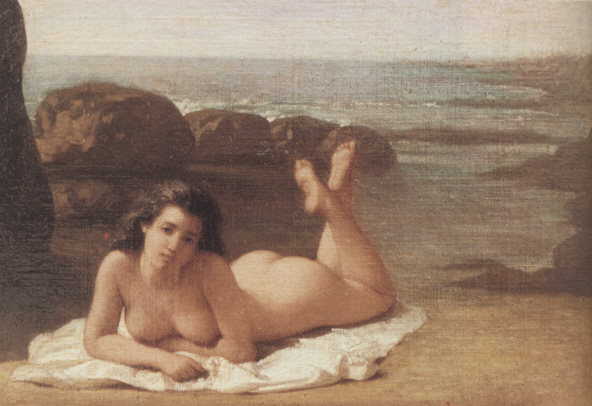
La Sirena

Michele Rapisardi (Catania, 27 de diciembre de 1822-Florencia, 19 de diciembre de 1886) fue un pintor italiano.

## Biografía
Michele Rapisardi comenzó a pintar por su padre Giuseppe Rapisardi (1799-1853), quien también era pintor y retratista.
En 1847 se inscribió en la Academia de San Lucas, donde permaneció poco tiempo. Viajó a Florencia, Venecia y París, donde estudió a los artistas del Trecento y del Quattrocento.
Sus obras se encuentran en el Castillo de Ursino («I Vespri siciliani») y en el Museo cívico belliniano («Apoteosi di Bellini»), de Catania.
Otros cuadros se encuentran a la Galería Uffizi en Florencia, la iglesia de Santa Plácida  y la iglesia parroquial de Mascalucia cerca de Catania. 
Los temas de sus composiciones son de carácter históricos, bíblicos, sagrados, así como escenas de desnudo.
En la calle donde él vivió en Catania (vía Coppola, esquina con la vía A. di Sangiuliano) tiene una placa conmemorativa.

## Obras
Castillo de Ursino, Catania.
- I Vespri siciliani, (Las Vísperas sicilienas)[1]
- Los primeros poetas italianos en la corte de Federico Svevo en Sicilia[2]
- La cabeza de Ophélie la loca,[3]
- El Oriental.[4]

- Apoteosi di Bellini (Apoteosis de Bellini), Museo cívico belliniano, Collezione Frontini, Catania.
- Sirena, (Sirena), 1871,
- Venere sabido divano rosso (Venus sobre el diván rojo), 1858,
- Tres bellezas